# Biłoszyćka Słoboda
Biłoszyćka Słoboda (ukr. Білошицька Слобода) – wieś na Ukrainie, w obwodzie czernihowskim, w rejonie koriukowskim, w hromadzie Koriukówka. W 2001 liczyła 660 mieszkańców, spośród których 653 wskazało jako ojczysty język ukraiński, a 7 rosyjski.